# Карл Эммануил IV
Карл Эммануил IV (итал. Carlo Emanuele IV di Savoia; 24 мая 1751, Турин — 6 октября 1819, Рим) — король Сардинского королевства и герцог Савойский в 1796—1802 годах. Сын Виктора Амадея III и Марии Антонии Бурбонской.

## Биография
В 1773 году Карл Эммануил стал наследным принцем Сардинского королевства и получил титул князя Пьемонта. Он взошел на трон в 1796 году после смерти своего отца, в правление которого королевство потеряло большую часть территории.
Карл женился в Шамбери 6 сентября 1775 года на Клотильде Французской (1759—1802), дочери Людовика Фердинанда, дофина Франции. Детей у них не было.
После смерти жены в 1802 году он отрекся от престола в пользу своего брата Виктора Эммануила I и посвятил себя религии.
После смерти жившего в Италии кардинала Генриха Бенедикта Стюарта в 1807 году бывший король Карл Эммануил стал династически старшим среди потомков дома Стюартов, последним представителем которого по мужской линии был кардинал (правители Савойской династии происходили от дочери Карла I Генриетты). По завещанию, составленному кардиналом Стюартом, с которым Карл Эммануил был лично знаком, тот стал наследником якобитских претензий на престолы Англии и Шотландии. Однако ни он, ни кто-либо другой из его потомков никогда не предъявляли претензий на британский престол, несмотря на то, что маргинальные группировки якобитов продолжают поддерживать эту линию до настоящего времени.